# Лазе при Предграду
Лазе при Предграду (словен. Laze pri Predgradu) су насељено место у општини Кочевје, Југоисточна Словенија, Словенија.

## Историја
До територијалне реорганизације у Словенији биле су у саставу старе општине Кочевје.

## Становништво
У попису становништва из 2011. године, Лазе при  Предграду су имале 15 становника.
| Број становника према пописима | Број становника према пописима | Број становника према пописима |
| ------------------------------ | ------------------------------ | ------------------------------ |
| 1991                           | 2002                           | 2011                           |
| 15                             | 10                             | 15                             |

Напомена: До 1955. исказивано под именом Лазе.